# Galium buchtienii
Galium buchtienii är en måreväxtart som beskrevs av Lauramay Tinsley Dempster. Galium buchtienii ingår i släktet måror, och familjen måreväxter.
Artens utbredningsområde är Bolivia. Inga underarter finns listade i Catalogue of Life.